# Le Manteau (film, 1959)
Pour les articles homonymes, voir Le Manteau (homonymie).
Pour plus de détails, voir Fiche technique et Distribution.
Le Manteau (Шинель, Shinel) est un film soviétique réalisé par Alexeï Batalov, sorti en 1959,.

## Fiche technique
- Photographie : Genrikha Marandjian
- Musique : Nikolaï Sidelnikov
- Décors : Isaak Kaplan, Bella Manevitch-Kaplan